# 동아자유언론수호투쟁위원회
동아자유언론수호투쟁위원회(東亞自由言論守護鬪爭委員會, 동아투위)는 동아일보 백지 광고 사태로 해고된 동아일보 기자와 동아방송의 PD·아나운서 등이 1975년 3월 18일 결성한 언론 단체이다.

## 배경
1974년 10월 24일 동아일보 기자들은 신문, 방송, 잡지의 외부 간섭 배제·기관원 출입 거부·언론인의 불법연행 거부 등 3개 조항을 골자로 한 자유언론실천선언을 발표하였는데, 이것이 빌미가 되어 12월 말부터 동아일보의 광고가 무더기로 해약되어 광고란을 백지로 내게 되었고, 경영난에 겁을 먹은 신문 경영진이 정권의 요구에 굴복하여 1975년 3월 17일 동아일보사에서 농성중이던 160여 명의 기자와 사원들을 내쫓게 되었다.

## 결성
위원장에 권영자를, 대변인에 이부영을 선임하고 해고된 기자들의 복직과 1974년의 자유언론실천선언의 이행을 요구하였으나, 유신정권의 탄압으로 주요 인물들이 수차례 구속되는 등 힘든 시기를 보냈다. 동아투위는 113명이 활동하여 오다가 2010년 7월 말 기준으로 14명이 작고하였고 99명이 활동 중이다. 동아투위는 '진실과 화해를 위한 과거사 정리위원회'가 2008년 10월 "동아 기자 대량 해고는 국가의 부당한 공권력 행사에 의한 것으로 국가는 이들에게 사과하고 적절한 화해의 조치를 취할 것을 권고"함에 따라 103명이 2009년 12월 국가를 상대로 위자료 1억 원씩을 청구하는 손해배상청구소송을 제기하여 2010년 8월 20일 기준으로 2차 재판이 진행 중이다.

## 발전
이들은 1980년 언론 통폐합으로 쫓겨난 해직기자들 및 조선투위와 함께 1984년 민주언론운동협의회 설립을 주도하였다. 제6공화국이 탄생한 후 당시 동아일보 해직기자들은 1980년 해직언론인 및 조선자유언론수호투쟁위원회와 함께 한겨레 창간에 앞장섰고 1988년 5월 15일에 한겨레를 창간하였다. 이후에도 언론 단체로서 존속하며 언론 운동에 앞장서고 있다. 현재 위원장은 이명순이다.

## 명단
113명 포함되어 있다.
동아투위 위원
강운구, 강정문, 고준환, 국흥주, 권근술, 권도홍, 권영자, 김기경, 김대은, 김덕렴, 김동현, 김두식, 김성균, 김명걸, 김민남, 김병익, 김순경, 김양래, 김언호, 김영환, 김욱한, 김유주, 김인한, 김재관, 김종철, 김진홍, 김창선, 김창수, 김태진, 김학천, 남기재, 맹경순, 문영희, 배동순, 박경희, 박노성, 박순철, 박종만, 박지동, 서권석, 서창식, 성유보, 송경선, 송관률, 송재원, 송준오, 신양휴, 신영관, 신정자, 신태성, 신해명, 심정섭, 심재택, 안병섭, 안상규, 안성열, 안종필, 양한수, 오봉환, 오정환, 우승용, 유영숙, 윤석봉, 윤성옥, 윤활식, 이경자, 이계익, 이규만, 이기중, 이길범, 이동운, 이명순, 이문양, 이병주, 이부영, 이영록, 이인철, 이의직, 이재민, 이종덕, 이종대, 이종욱, 李宗郁,  이지선, 이태호, 이해성, 임부섭, 임수진, 임응숙, 임채정, 임학권, 장윤환, 정동익, 정연주, 정영일, 정흥렬, 조강래, 조민기, 조성숙, 조양진, 조영호, 조학래, 최남경, 최학래, 한현수, 허육, 홍선주, 홍명진, 홍종민, 홍휘자, 황명걸, 황윤미, 황의방
명예위원
천관우, 송건호, 홍건표, 정호상, 다메다 에이이치로, 오구리 게이타로, 에자와 고지, 오노다 아키히로, 후루노 요시마사
- 강정문 (1999년 5월 사망)
- 권근술 (2020년 3월 15일 사망)
- 김덕렴
- 김두식
- 김성균
- 김유주
- 김진홍
- 김인한
- 배동순
- 성유보
- 송건호 (2001년 12월 21일 사망)
- 송재원
- 신태성
- 심재덕 (1999년 5월 28일 사망)
- 안종필 (1980년 2월 29일 사망)
- 안병섭
- 오정환
- 우승룡
- 이계익
- 이병주
- 이인철
- 이의직 (1977년 10월 사망)
- 조민기 (1977년 1월 19일 사망)
- 조성숙
- 천관우 (1991년 1월 15일 사망)
- 홍선주
- 홍정민 (1988년 4월 20일 사망)
- 홍휘자